# Нагайбаково
Нагайбаково (баш. Нуғайбәк) — село в Бакалинском районе Башкортостана, относится к Новоурсаевскому сельсовету.

## История
До 2008 года административный центр Нагайбаковского сельсовета (Закон Республики Башкортостан от 19.11.2008 N 49-з «Об изменениях в административно-территориальном устройстве Республики Башкортостан в связи с объединением отдельных сельсоветов и передачей населённых пунктов», ст.1 п.6) г)).

## Географическое положение
Расстояние до:
- районного центра (Бакалы): 50 км,
- центра сельсовета (Новоурсаево): 12 км,
- ближайшей ж/д станции (Туймазы): 92 км.

## Население
| 2002 | 2009 | 2010 |
| ---- | ---- | ---- |
| 384  | ↘348 | ↘317 |

Национальный состав
Согласно переписи 2002 года, преобладающая национальность — русские (89 %).